# Federico Birabén
Federico Birabén (Montevideo, Uruguay, 1866 - Buenos Aires, Argentina, 17 de septiembre de 1929) fue un ingeniero civil, pedagogo y bibliotecario uruguayo aunque desde su corta edad residió en Argentina. Fue fundador de la primera Escuela Politécnica en Sudamérica, introductor y promotor entusiasta del uso de la Clasificación Decimal Universal, de las teorías y métodos del Instituto Internacional de Bibliografía, precursor de la enseñanza bibliotecaria en Argentina y consultor y creador de Oficinas Bibliográficas nacionales en ese país, Perú, Chile y Brasil a principios del s.xx. Estuvo casado con Margarita Losson, con la que tuvo cinco hijos, Federico, Lucia, Maximiliano, Eduardo y Raul.

## Cronología
1866    Nace en la ciudad de Montevideo.
1869-75	Su familia se radica en la provincia de Entre Ríos, Argentina, y posteriormente se trasladan a la ciudad de Buenos Aires.
1875-85 Cursa sus estudios primarios en la “Escuela de aplicación” anexos a la “Escuela Normal de Profesores” de Buenos Aires, donde continuó en esta hasta el 2º año normal. Desde 1882 pasa a cursar los cuatro últimos años del plan antiguo (de 6 años) en el “Colegio Nacional”.
1885-88	Cursa en la Facultad de Ciencias Exactas, Físicas y Naturales de la Universidad de Buenos Aires los estudios completos correspondientes a la carrera de Ingeniero civil, y posteriormente un año de Doctorado.
1887	Aparece como Secretario de la redacción de los Anales del Instituto Agronómico-Veterinario de la Provincia de Buenos Aires en Santa Catalina, ubicado en la localidad de Lomas de Zamora. Su padre, Alfredo, aparece como Director-Gerente.

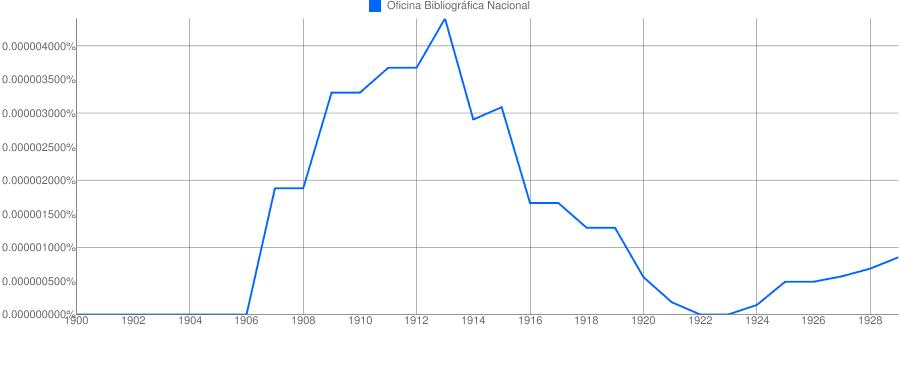
Frecuencia con la que aparece la frase "Oficina Bibliográfica Nacional" desde 1900 a 1929 en el corpus documental en idioma español de Google utilizando [http://www.googlelabs.com/show_details?app_key=agtnbGFiczIwLXd3d3IVCxIMTGFic0FwcE1vZGVsGOnEuQIM Books Ngram Viewer

1889-97	Es nombrado inmediatamente de concluidos sus estudios como “Jefe de trabajos prácticos” en esa Facultad, desempeñó ese cargo por nueve años, habiendo estado adscripto sucesivamente a los cursos de “Resistencia de Materiales”, “Construcciones”, “Hidráulica” y “Matemáticas puras” elementales y superiores.
1891    Crea una Enseñanza especial de las Matemáticas para los jóvenes que se destinarán a los estudios técnicos (Ingeniería principalmente).
1892	Es miembro informante de todas las visitas para la Sociedad Científica Argentina, por lo cual presenta un plan de este trabajo y una crónica de las visitas.
1893-96	Crea la Escuela Politécnica de Buenos Aires, escuela libre de enseñanza superior industrial, desempeñándose como director y profesor de la misma.
1893	Junto a Ángel Gallardo y Miguel Olmos es nombrado, por la Asamblea de la Sociedad Científica Argentina, para conformar una comisión a fin de modificar el Reglamento General referente a la publicación de los Anales.

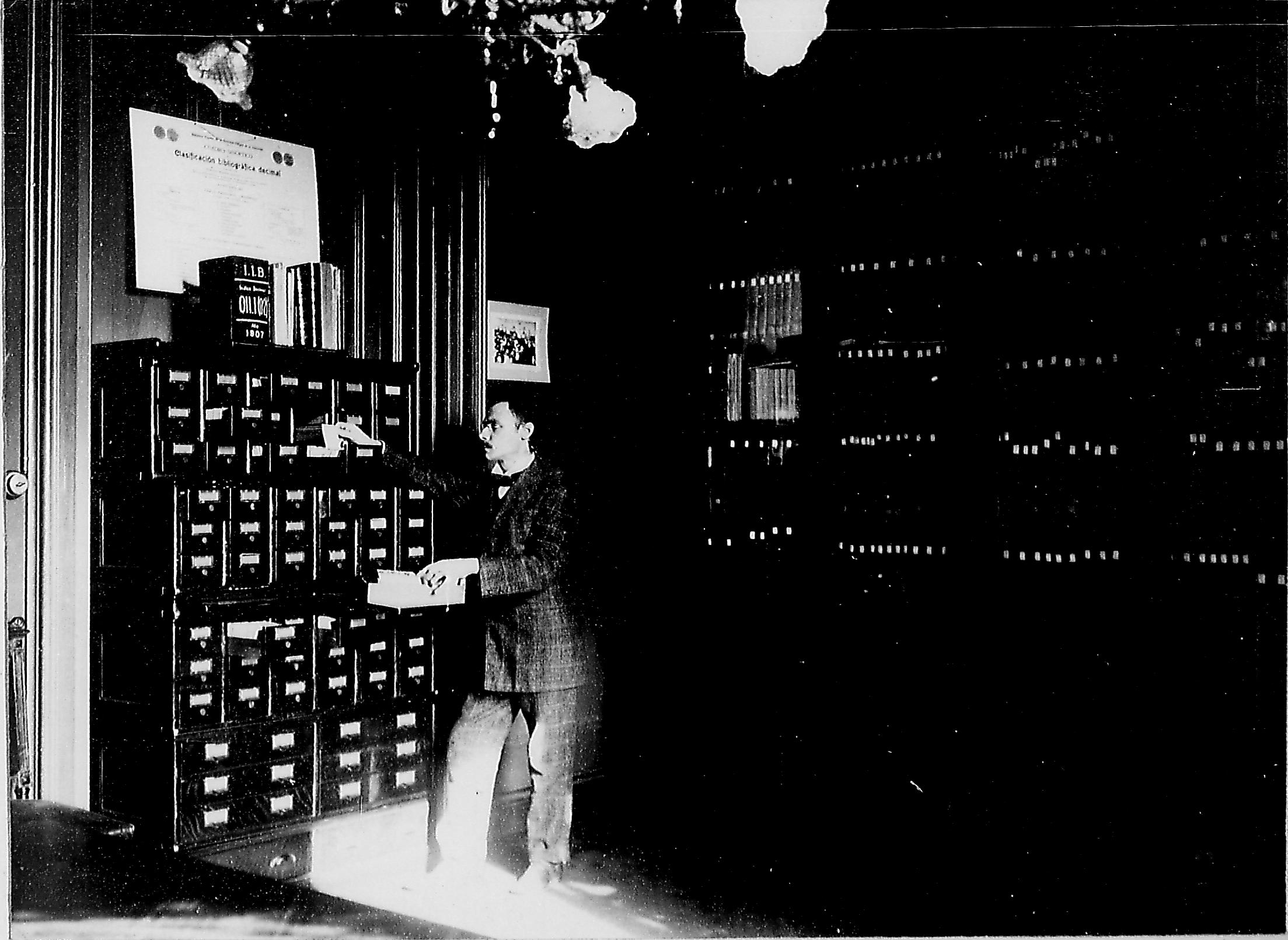
Instalación provisional de la proyectada Biblioteca Central y Oficina Bibliográfica de la Universidad de Buenos Aires - 1908

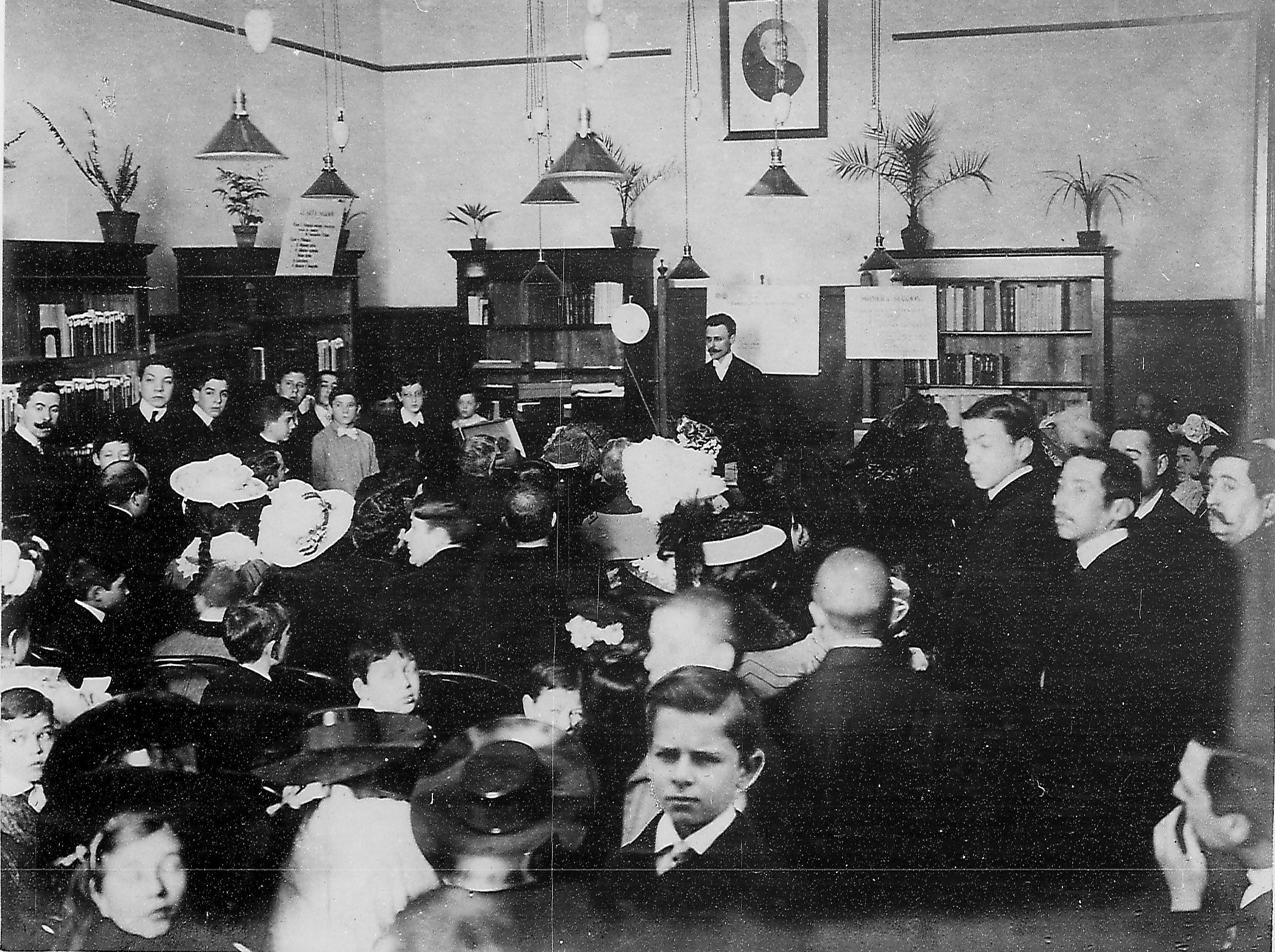
Inauguración de la Biblioteca Popular de la "Sociedad Amigos de la Educación" el 3 de agosto de 1907.

1894	El 27 de agosto brinda una velada literaria-musical en conmemoración de la primera instalación de la Escuela Politécnica.
1895	En diciembre eleva a pedido de Dr. Antonio Bermejo (entonces ministro de Justicia, Culto e Instrucción Pública) un informe acerca de los planes y programas de enseñanza (este comentario aparece en su artículo sobre los programas de matemática en la enseñanza secundaria). Al año siguiente el Gobierno da un subsidio a la Escuela a raíz de ese informe.
1897-98	2º Jefe de la Comisión demarcadora de Límites con Chile (campaña grande)
junto al perito Francisco Pascasio Moreno.
1899	Ocupa el cargo de Subinspector Técnico de Alcoholes en el Ministerio de Obras Públicas y ese mismo año y hasta 1903 pasa a desempeñar el cargo de Ingeniero 2º de Navegación y Puertos en ese mismo Ministerio.
1898-1903 Como miembro del cuerpo de redactores de los Anales de la Sociedad Científica Argentina escribe diferentes ensayos biográficos y bibliografía analítica de vulgarización científica.
1899-1901 A cargo de la sección bibliografía y en algunas ocasiones de la Crónica de la Revista Técnica(quincenal) fundada en abril de 1895.
1901    Es designado Jefe de la Sección Biblioteca y Publicaciones del Ministerio de Obras Públicas creada a instancias del propio Birabén.
1904    Publica La futura biblioteca universitaria: lo que podría ser [021: 378(82.11)]
1905    Eleva un informe acerca del inventario y estadísticas de las existencias en la Biblioteca del Ministerio de Obras Públicas al Mtro. Dr. D. Emilio Civit.
1907	Es bibliotecario de la Sociedad Científica Argentina.
1907-1908 Por ordenanza del Consejo Superior de la Universidad de Buenos Aires realiza trabajos preliminares para el funcionamiento de la Oficina Bibliográfica de la Universidad.
1908	En noviembre participa en el Primer Congreso de Biblioteca Argentinas reunido en Buenos Aires, y presenta como delegado de la Sociedad Científica Argentina Sobre la proyectada Biblioteca Central y Oficina Bibliográfica de la Universidad de Buenos Aires.
1908	Asiste, como delegado de la Sociedad Científica Argentina, al 4.º. Congreso Científico (1.º. Panamericano) realizado en Chile entre diciembre de 1908 y enero de 1909; allí presenta la comunicación La proyectada Oficina Bibliográfica Nacional.

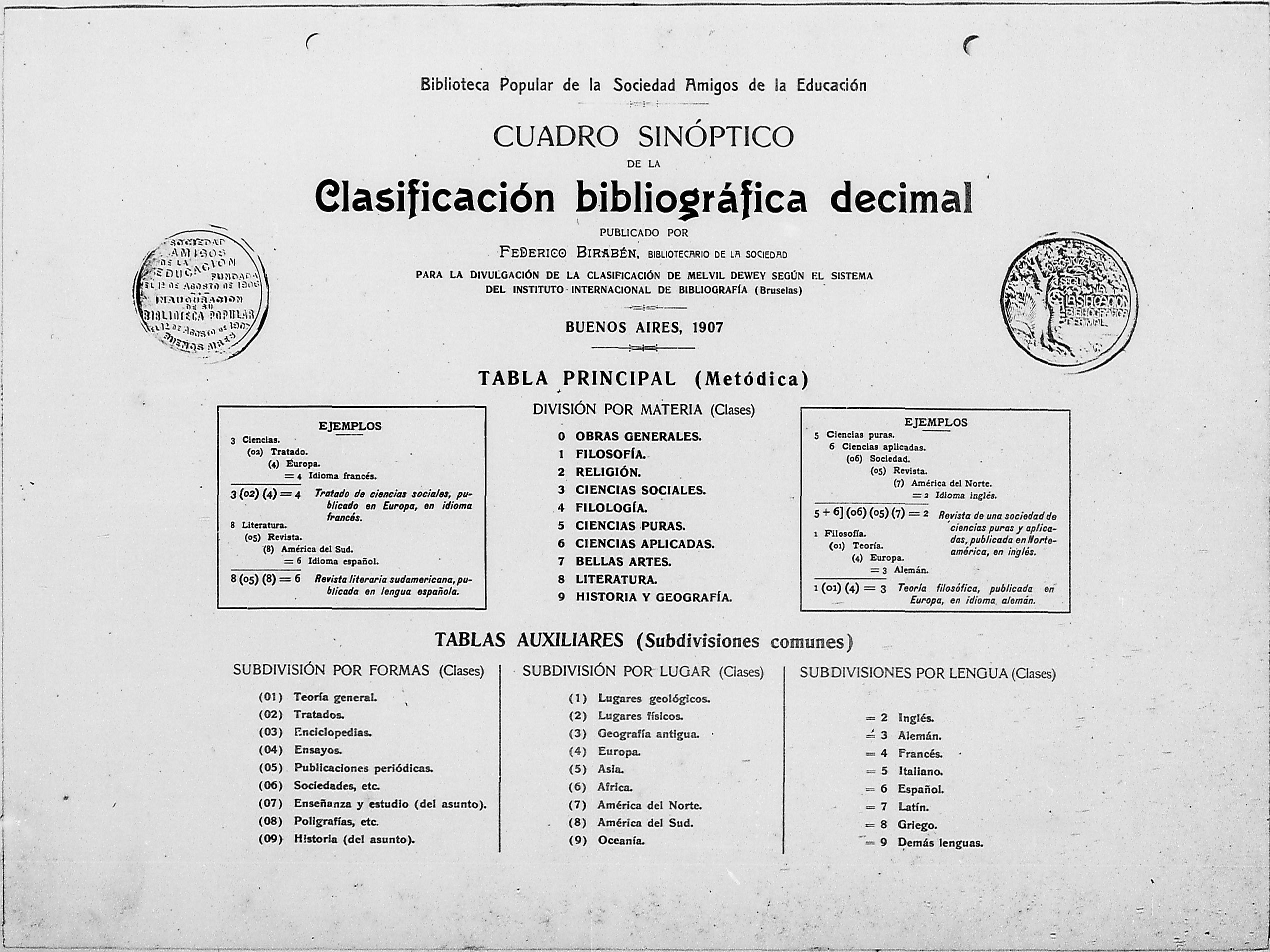
Cuadro Sinóptico de la Clasificación Bibliográfica Decimal por Federico Birabén 1907

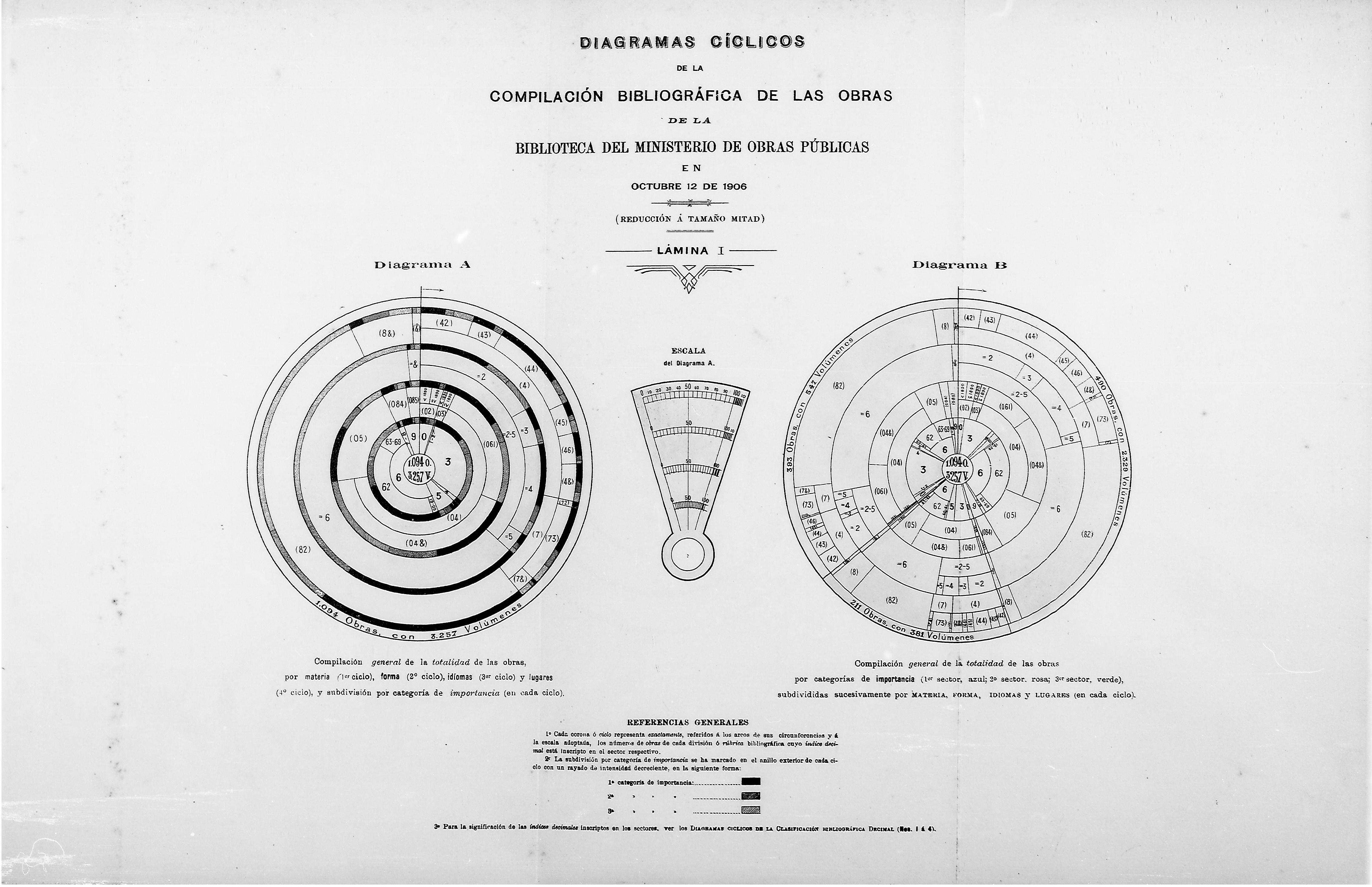
Diagramas Cíclicos - aplicación de los mismos junto con la clasificación decimal para graficar estadística bibliográfica por Federico Birabén 1906

1909	Escribe Cuadros sinópticos de la clasificación decimal universal, Ministerio de Obras Públicas, 8 p.
1909	Por Decreto se crea la Oficina Nacional de Bibliografía dependiente de la Comisión Protectora de Bibliotecas Populares y se lo designa Director.(El texto del decreto se encuentra en los artículos de Suárez, Reinaldo José).
1910    Durante el verano dicta el primer curso argentino de bibliografía y biblioteconomía en la Escuela Normal de Profesores “Mariano Acosta” donde era director su amigo y pedagogo Pablo Pizzurno.
1910	En el primer Congreso Sudamericano de Ferrocarriles conformó, como vocal y en representación de la Argentina junto con Emilio Schickendantz (Director Gral. de Ferrocarriles de la Nación), la Comisión de estudio de los estatutos y reglamento realizada en Buenos Aires en octubre de 1910. Además fue el Jefe de los servicios de la Secretaría General del congreso.
1911    Participa y forma parte de las comisiones de estudio de los estatutos de conformación del  Museo Social Argentino.
1912    Publica: Tablas compendiadas de la clasificación decimal documentaria aplicada a los ferrocarriles para la organización de bibliotecas y archivos y demás colecciones. publicado por la Secretaría general de la Asociación Internacional Permanente del Congreso Sudamericano de Ferrocarriles, 80 p.
1914    Jefe Biblioteca de Obras Sanitarias de la Nación.
1915    Trabaja en la Biblioteca del Museo Social Argentino.
1915-1918 Birabén y Pedro B. Franco redactan un Boletín Bibliográfico, anejo (sic.) al Boletín del Museo Social Argentino.
1919    Por resolución del Honorable Consejo Superior de la Universidad Nacional de Córdoba es incorporado al personal de la Biblioteca en calidad de bibliógrafo.
1924    Entre las resoluciones adoptadas por el primer congreso internacional de economía social organizado por el Museo Social Argentino se encuentra una donde se hace un especial reconocimiento a la persona de Federico Birabén.
1929    Fallece el 17 de septiembre en Buenos Aires a la edad de 63 años.